# XL століття до н. е.
XL століття до нашої ери — часовий проміжок між 1 січня 4000 року до н. е. та 31 грудня 3901 року до н. е.

## Археологічні культури

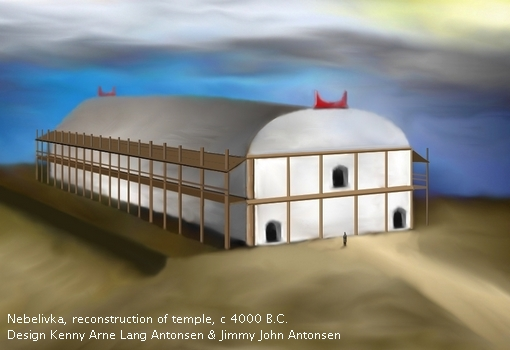
Реконструкція трипільського храму, Небелівка, Кіровоградська обл., бл. 4000 років до н. е.

### Близький Схід
- Культура Урук в Месопотамії.

### Європа
- Трипільська культура;
- Культура ямково-гребінцевої кераміки;

## Події
- Бл. 4000 до н.е. — винайдення гончарного круга в Межиріччі[1].
- Бл. 4000 до н.е. — приручення коней представниками середньостогівської культури (Деріївський могильник, Кіровоградська область, Україна)[2]
- Бл. 4000 до н.е. — заснування міста Фаюм — найдавнішого міста в Єгипті[3].
- Австронезійці почали мігрувати з Тайваня на Філіппіни, заміщаючи там більш ранніх поселенців[4].